# Anna Levine
Anna Kluger Levine Thompson (New York, 18 september 1955) is een Amerikaans actrice.
Anna Levine, ook bekend als Anna Levine Thompson of Anna Thomson (geboortenaam Anna Kluger Levine), werd als baby op straat in New York achtergelaten. Ze werd geadopteerd door de familie Levine en groeide deels op in Amerika en deels in Frankrijk. Haar pleegvader, een handelaar in dure schoenen, nam haar mee in Frankrijk waar ze een schilder- en een balletopleiding volgde. Anna groeide op in gezelschap van een gouvernante en zag haar pleegouders nauwelijks omdat deze voornamelijk met hun werk bezig waren.
Op school had Anna slechte resultaten. Ze schilderde en danste. In 1972 keerde de familie Levine terug naar New York. Anna vond een baantje in een kledingwinkel.
Ze werd in 1975 ontdekt door een theaterproducent die haar een rol gaf in een toneelstuk met Christopher Walken, die haar vervolgens verder op weg zou helpen binnen de filmwereld.
Anna Levine trouwde in 1985 met John(?) Thomson, met wie ze een tweeling kreeg. Haar man overleed in 1992, waarna de actrice een tijd stopte met werken.
Anna Thomson speelt vaak vrouwen die aan lager wal zijn geraakt.
In 1980 speelde Anna Levine voor het eerst in de speelfilm, Heaven's Gate, van regisseur Michael Cimino.
In 1986 speelde ze in Something Wild, van Jonathan Demme, in 1987 in Wall Street van Oliver Stone en in Fatal Attraction van Adrian Lyne (1987). Clint Eastwood geeft haar rollen in Bird (1988) en Unforgiven (1992).
Ze werd vooral bekend door de film Sue: Lost in Manhattan uit 1997 en Fiona uit 1998, beide geregisseerd door Amos Kollek. Door deze rollen in de films van Kollek kreeg ze vooral in Frankrijk een soort van cultstatus.
In Sue: Lost in Manhattan speelt ze de rol van een vrouw die de provincie verruilt voor New York en haar baan als secretaresse kwijtraakt. Om haar verdriet te compenseren gaat ze verschillende zinloze relaties aan met mannen.
Anna Thomson trad ook regelmatig op in de televisieshow van Tracey Ullman.

## Filmografie
- Heaven's Gate (1980)
- Desperately seeking Susan (1985) als Crystal
- Talk Radio (1988) als Denise
- Unforgiven (1992) als Delilah Fitzgerald
- True Romance (1993) als Lucy
- The Crow (1994) als Darla
- Bad Boys (1995) als Francine (vermeld als Anna Thomson)
- Sue (1997) als Sue
- Six Ways to Sunday (1997) als Annibelle
- Water Drops on Burning Rocks (2000) als Véra
- Fast Food Fast Women (2000) als Bella
- Bridget (2002) als Bridget

- Gemeinsame Normdatei: 140866388
- International Standard Name Identifier: 0000 0004 4883 6886
- Library of Congress Control Number: no92030407
- Nationale Bibliotheek van Tsjechië: xx0176669
- Nationale Bibliotheek van Israël: 987007264559005171
- Virtual International Authority File: 78347261
- WorldCat: E39PBJv8G9386cW4CvrrMdDjG3